# Каліфорній
Каліфорній (Cf) — штучно одержаний радіоактивний хімічний елемент; належить до актиноїдів. символ Cf, атомне число 98, електронна конфігурація [Rn]5f107s2; період 7, f-блок (актиноїд). Відомо 15 ізотопів. Найстабільніші ізотопи 251Cf (900 років),  249Cf (360 років),  250Cf (13,08 років), 252Cf (961 днів). Звичайний ступінь окиснення +3 (пр., Cf2О3), є ще +2 і +4 (пр., CfBr2, CfO2, CfF4). Проста речовина — каліфорній.

## Історія

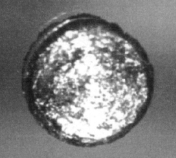
Диск з каліфорнію, приблизно 1 мм в діаметрі

Починаючи з 1944 року група Гленна Сіборга в Університеті Каліфорнії (Берклі) почала займатися пошуками і синтезом трансуранових елементів, і в кінці того ж року змогла виявити 95-й і 96-й елементи — америцій і кюрій. Після їх виявлення стало зрозуміло, що ці елементи утворюють сімейство (подібне до сімейства лантаноїдів), що отримало назву актиноїди. Після цього стало простіше передбачати хімічні властивості ще не відкритих елементів, а отже і виділяти їх. Також, під час роботи з цими елементами були розроблені  методики ультрамікрохімічного аналізу.
Протягом наступних п'яти років було накопичено кілька мікрограм кюрію, що дозволило зробити наступний крок. У 1950 році Сіборг, С. Дж. Томпсон і А. Гіорсо опромінили мішень з кюрію розігнанними на 60-дюймовому циклотроні альфа-частинками з енергією 35 МеВ, отримавши близько 5000 атомів елементу номер 98, за такою реакцією:
{\displaystyle \mathrm {^{242}_{\ 96}Cm\ +\ _{2}^{4}He\ \longrightarrow \ _{\ 98}^{245}Cf\ +\ _{0}^{1}n} }
Період напіврозпаду цього ізотопу становить лише 44 хвилини, тому ідентифікація його була надзвичайно важкою. Вона була здійснена за допомогою методу іонообмінної адсорбції на смолі дауекс-50, з подальшою елюцією. Остаточно отримання елементу номер 98 було підтверджене 9 лютого 1950 року. 
Елемент отримав назву на честь штату Каліфорнія, де він був отриманий. Також, автори статті, у якій вони описували відкриття нового елементу, пов'язували його назву з назвою диспрозію (що з давньогрецької перекладається як важкодосяжний), що є рідкісноземельним аналогом каліфорнію. Вони вказували, що отримати новий елемент було так само важко, як першим поселенцям було важко дістатись до Каліфорнії.
Отримати вагові кількості каліфорнію вдалося лише у 1958 році Каннінгему і Томпсону після тривалого опромінення плутонію нейтронами, а першу хімічну сполуку — 0,3 мкг CfOCl (хлорид оксиду каліфорнію), лише у 1960 році, Каннінгему і Джеймсу Уолману. У тому ж році були отримані окис(Cf2O3) і трихлорид каліфорнію.

## Присутність в природі
Наразі невідомі природні шляхи отримання каліфорнію, тому весь існуючий на Землі каліфорній є синтезованим.
Деяка кількість каліфорнію утворилася після ядерних випробувань. Концентрація такого каліфорнію у воді, ймовірно, в 500 разів нижча, ніж у ґрунті. Втім, загальна кількість утвореного каліфорнію є незначною.
Через присутність у випромінюванні наднових типа І компоненти, інтенсивність якої падає вдвічі кожні 55 днів, що збігається з періодом напіврозпаду каліфорнію-254, існувала гіпотеза, що велика кількість цього ізотопу утворюється при вибухах наднових. Проте, пізніші дослідження показали, що випромінювання належить нікелю-56 . Втім, існує аналогічна гіпотеза щодо утворення каліфорнію-254 під час злиття нейтронних зірок, теж заснована на болометричних даних.

## Фізичні властивості

Кристалічна ґратка каліфорнію у нормальних умовах

Каліфорній — м'який сріблястий метал, з густиною 15,1 г/см³, що плавиться при 900±30 °C. Температура кипіння невідома, проте з теоретичних міркувань вона має бути близькою до 1745 °C. Ентальпія сублімації становить 196,23±1,26 кДж/моль.
Каліфорній має подвійну гексагональну щільно упаковану кристалічну ґратку з параметрами a=3,4Å і c=11Å. При високому тиску (більше 16 ГПа) і температурі 600-800 °C зафіксований перехід до іншої алотропної модифікації, що має кубічну гранецентровану ґратку з періодом 4,9Å. Згідно деяких досліджень, при тиску у 48 ГПа, каліфорній переходить до ромбічної форми.
Каліфорній-252 у 3,09 % випадків розпадається спонтанно, випромінюючи нейтрони (в середньому, 3,767 нейтрона), через що цей ізотоп є одним з найактивніших джерел нейтронів — 1 мікрограм каліфорнію-252 випромінює 2,314 мільйона нейтронів за секунду.
Модуль всебічного стиску каліфорнію становить 50±5 ГПа, втричі менше ніж у сталі.

## Хімічні властивості
Хімічні властивості каліфорнію ще не повністю зрозумілі, в першу чергу через те, що достеменно не відома роль 5f електронів у хімічних взаємодіях. Ймовірно, деякі з цих електронів можуть переходити на 6d-орбіталь. Загалом, каліфорній займає проміжну позицію між двовалентними і тривалентними металами, тому легко переходить між цими станами. Навіть всередині одного шматка каліфорнію, частина атомів (ті, що знаходяться біля його поверхні) можуть бути двовалентними, а частина — тривалентними.
Загалом, спостерігалися сполуки каліфорнію, в яких він мав ступені окиснення +2, +3 і +4. Існують повідомлення про спостереження ступеня окиснення +5, проте вони є дискусійними.
Каліфорній добре реагує з газоподібним воднем і кислотами. На повітрі швидко утворює оксидну плівку. Відомі оксиди каліфорнію Cf2O3, CfO2, Cf2O, Cf7O12. Синтезовані фторид, бромід, хлорид, йодід, карбід каліфорнію — у більшості з цих сполук каліфорній має ступінь окиснення +3.
Поліборат каліфорнію цікавий своєю люмінесценцією — він випромінює зелене світло. Загалом, багато сполук каліфорнію мають зелений колір.
У станах окиснення +2 і +3 ефективний магнітний момент каліфорнію становить 9,14 магнетонів Бора.

## Отримання

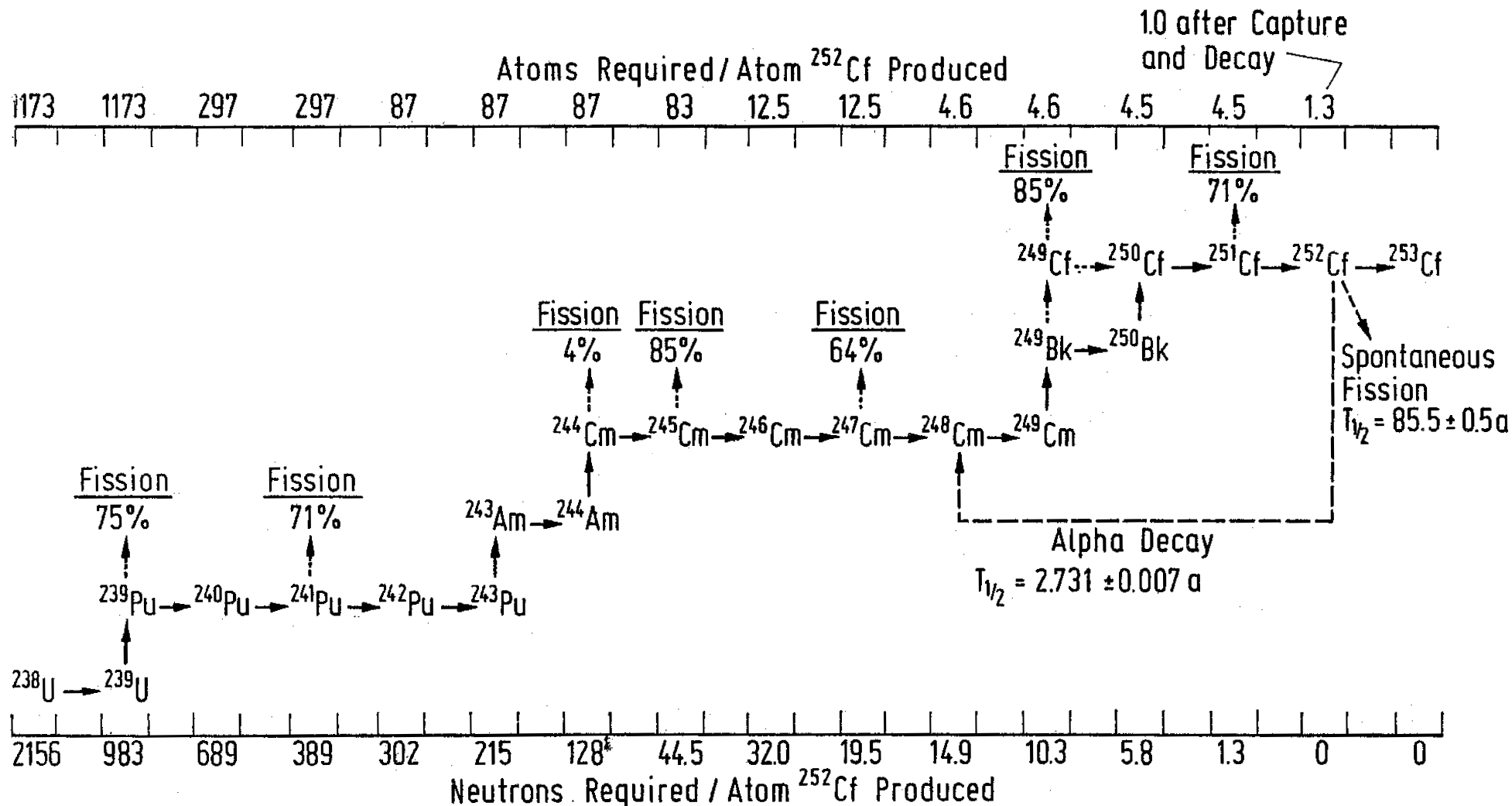
Схема реакцій, що призводять до перетворення урану-238 в каліфорній

На практиці, каліфорній утворюється при тривалому (кілька років) опроміненні плутонію-239 нейтронами в спеціальних ядерних реакторах по ланцюжку плутоній-америцій-кюрій-берклій-каліфорній (на цьому шляху плутоній захоплює 13 нейтронів і зазнає 4 бета-розпадів). Для цього мішень зі сплаву алюмінію і плутонію опромінюють в реакторах з великою щільністю потоку нейтронів, після чого мішень розчиняють у розплаві NaOH і екстрагують з неї плутоній та інші актиноїди за допомогою органічних розчинників, після чого відділяють каліфорній від інших трансуранових елементів аніонним обміном, промиваючи колонку хлоридом літію і соляною кислотою.
Вихід каліфорнію при реакції дуже малий — з 10 кілограмів плутонію утворюється лише три грами каліфорнію.
Отриманий таким чином каліфорній має наступний ізотопний склад:
4,3 % 249Cf, 49 % 250Cf, 11 % 251Cf, 36 % 252Cf.
Наразі каліфорній виробляється у двох місцях: національна лабораторія Оук-Ридж у Теннессі (90 % світового виробництва) і реактори у Димитровграді (Росія).
Згідно даних лабораторії Оук-Рідж, до 1995 року було вироблено 8.5 грам каліфорнію-252, щорічне виробництво становить близько 500 мг.

## Використання

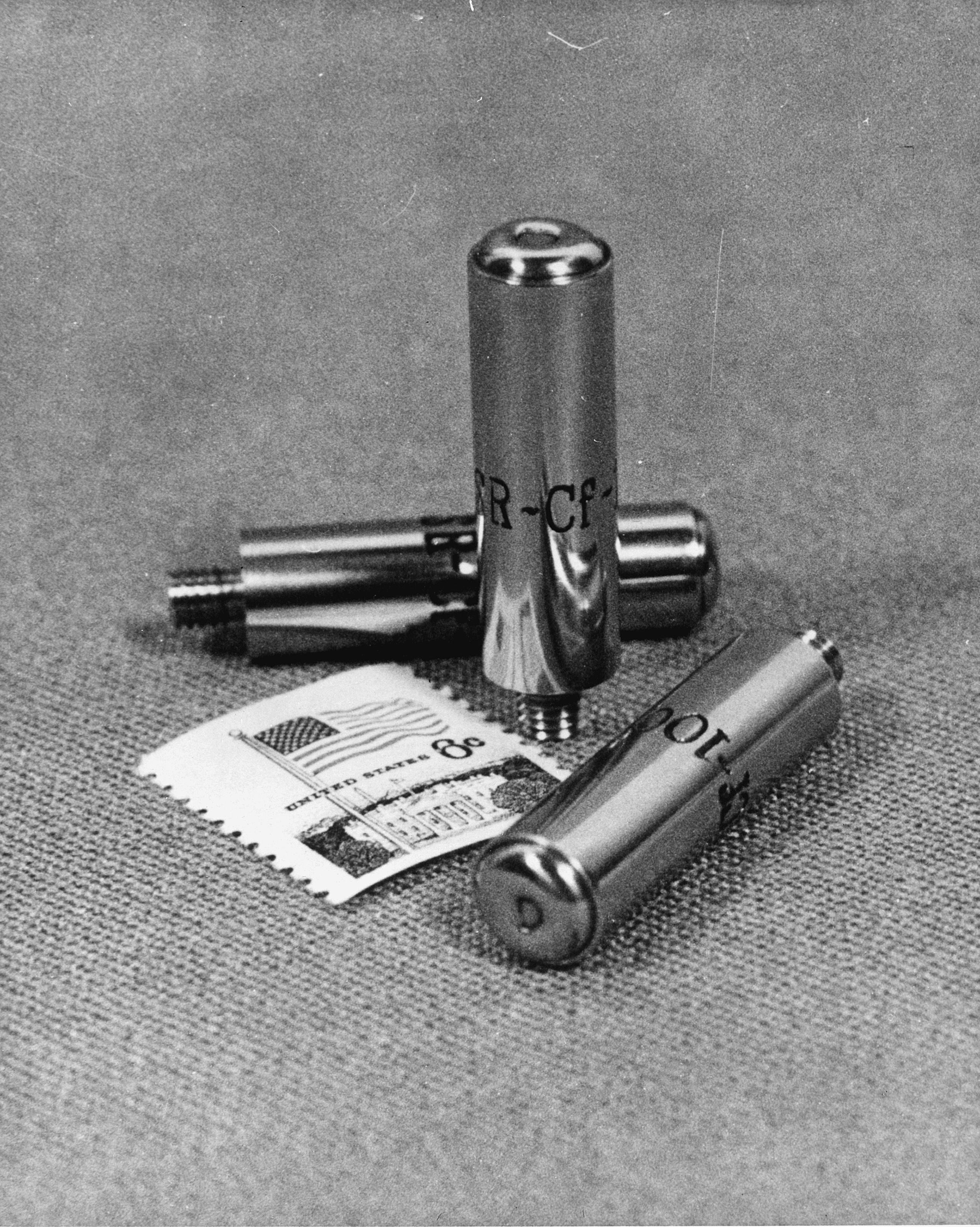
Невеликий контейнер з каліфорнієм, що може використовуватись в якості компактного джерела нейтронів.

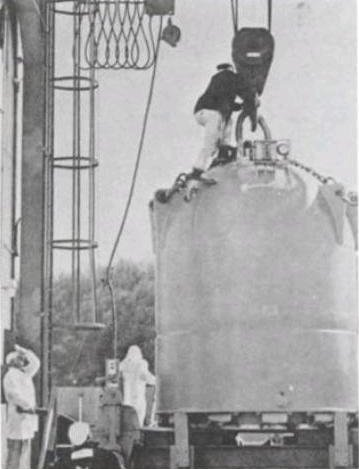
Контейнер для транспортування 1 граму каліфорнію

Каліфорній є найважчим елементом з тих, що мають комерційне використання. До 1995 року близько 500 міліграм каліфорнію було продано. У 2000 році ціна на каліфорній становила 66 доларів за мікрограм (для порівняння, ціна золота в 2000 році становила 300 доларів за грам, тобто в 220 тисяч разів менше).
Каліфорній-252 є потужним і компактним джерелом нейтронів, і використовується в цій якості в багатьох галузях:
- Ініціюючі джерела нейтронів для ядерних реакторів[29].
- Лікування раку — каліфорній використовується для брахітерапії (вид терапії раку, при якому джерело випромінювання розміщується всередині тіла)[30].
- Нейтронно-активаційний аналіз — методика, за допомогою якої можна визначити склад речовини.
- Нейтронна радіографія — метод неруйнівного контролю за допомогою пучка нейтронів. З допомогою нейтронної радіографії можна встановити неоднорідності розподілу домішок або внутрішні дефекти у зразку. Використовується, наприклад, при перевірці на дефекти літаків, космічних апаратів, зброї [31][32].

У наукових цілях каліфорній використовується для пошуку нових елементів — бомбардуючи каліфорній ядрами легких елементів можна отримати більш важкі ядра. Таким чином був відкритий, наприклад, оганесон, елемент номер 118.
Через малу критичну масу каліфорнію-252 (2,91 кг) і каліфорнію-251 (2,45 кг) існують проекти використання його для створення ультракомпактних ядерних боєприпасів, проте наразі загальна кількість накопиченого людством каліфорнію в тисячі разів менше, ніж необхідно для створення хоча б однієї каліфорнієвої бомби.
Також, у деяких джерелах критична маса каліфорнію невірно наведена як кілька грам, через що робляться припущення про можливість створення "ядерних набоїв". Можливо, вперше ця помилка з'явилася у журналі "Popular Science" у 1961 році.
Каліфорній розглядається як перспективне джерело живлення для космічних зондів та супутників. Його висока питома потужність і енергетична ємність робить його придатним кандидатом на роль джерела енергії під час тривалих космічних місій . Це особливо актуально для довготривалих місій, наприклад, при дослідженні далекого космосу. Досягнуто значного прогресу у розробці сплавів з каліфорнієм для космічних енергетичних систем. Такі системи є критично важливими для космічних апаратів, що подорожують на великі відстані до різних планет, де традиційні джерела енергії можуть бути неефективними.

## Ізотопи
| Масове число | Спін | Період напіврозпаду | Реакція отримання         | Основні канали розпаду | Продукти розпаду |
| ------------ | ---- | ------------------- | ------------------------- | ---------------------- | ---------------- |
| 237          | 5/2  | 2,1с                | 206Pb(34S,3n)             | Поділ(10%)             | Різноманітні     |
| 237          | 5/2  | 2,1с                | 206Pb(34S,3n)             | β+                     | Берклій-237      |
| 237          | 5/2  | 2,1с                | 206Pb(34S,3n)             | α                      | Кюрій-233        |
| 238          | 0    | 21,1мс              | 207Pb(34S,3n)             | Поділ                  | Різноманітні     |
| 239          | 5/2  | 39с                 | α-розпад 243Fm            | β+                     | Берклій-239      |
| 239          | 5/2  | 39с                 | α-розпад 243Fm            | α                      | Кюрій            |
| 240          | 0    | 57,6с               | 233U(12C,5n)              | α(98%)                 | Кюрій-236        |
| 240          | 0    | 57,6с               | 233U(12C,5n)              | Поділ(2%)              | Різноманітні     |
| 241          | 7/2  | 3,8 хв              | 233U(12C,4n)              | β+(75%)                | Берклій-241      |
| 241          | 7/2  | 3,8 хв              | 233U(12C,4n)              | α(25%)                 | Кюрій            |
| 242          | 0    | 3,7 хв              | 233U(12C,3n)              | β+(20%)                | Берклій-242      |
| 242          | 0    | 3,7 хв              | 233U(12C,3n)              | α(80%)                 | Кюрій            |
| 243          | 1/2  | 10,7 хв             | 235U(12C,4n)              | β+(86%)                | Берклій-243      |
| 243          | 1/2  | 10,7 хв             | 235U(12C,4n)              | α(14%)                 | Кюрій            |
| 244          | 0    | 19,4 хв             | 244Cm(α,4n) 236U(12C,4n)  | α                      | Кюрій-240        |
| 245          | 5/2  | 45 хв               | 244Cm(α,3n), 238U(12C,5n) | β+(64%)                | Берклій-245      |
| 245          | 5/2  | 45 хв               | 244Cm(α,3n), 238U(12C,5n) | α(36%)                 | Кюрій            |
| 246          | 0    | 35.7 год            | 244Cm(α,2n), 246Cm(α,4n)  | α                      | Кюрій-242        |
| 247          | 7/2  | 3,1 год             | 244Cm(α,n), 246Cm(α,3n)   | ε                      | Берклій-247      |
| 248          | 0    | 333,5 діб           | 246Cm(α,2n)               | α                      | Кюрій-244        |
| 249          | 9/2  | 351 рік             | β--розпад 249Bk           | α                      | Кюрій-245        |
| 250          | 0    | 13,08 років         | 249Bk + n                 | α                      | Кюрій-246        |
| 251          | 1/2  | 898 років           | 250Cf + n                 | α                      | Кюрій-247        |
| 252          | 0    | 2,645 років         | 251Cf + n                 | α(96.908%)             | Кюрій-248        |
| 252          | 0    | 2,645 років         | 251Cf + n                 | Поділ(3.092%)          | Різноманітні     |
| 253          | 7/2  | 17,81 діб           | 252Cf + n                 | β-                     | Ейнштейній-253   |
| 254          | 0    | 60,53 діб           | 253Cf + n                 | Поділ                  | Різноманітні     |
| 255          | 7/2  | 85 хв               | 254Cf(n, gamma)           | β-                     | Ейнштейній-255   |
| 256          | 0    | 12,3 хв             | 254Cf(t, p)               | Поділ                  | Різноманітні     |